# 加藤千佳
加藤 千佳（かとう ちか、1969年3月5日 - ）は、愛知県名古屋市出身のフリーアナウンサー。血液型A型。

## 来歴
金城学院中学校・高等学校を経て、金城学院大学文学部英文学科を卒業後、1991年に中部日本放送アナウンサーとして入社し、2003年7月に事業局へ異動。
2005年末、中部日本放送退社後はセントラルジャパン所属。
2009年、個人事務所である株式会社エトレイユ設立。
2010年4月から金城学院大学非常勤講師を務めた。2014年に結婚。

## 人物
- 中部日本放送の同期アナウンサーに吉岡伸悟、阿部恵、瓶子和美がいる。
- 父は名古屋銀行取締役会長だった加藤千麿。

## 現在の出演

### ラジオ
- MID Feeling Good Times （MID-FM、木曜「Bienvenue au Marché」担当）
- 加藤千佳 オトナの時間（CBCラジオ、2016年1月2日 - ）

### 通販番組
- ショップチャンネル

## 過去の出演

### テレビ
- CBCニュースワイド（CBCテレビ）
- サンデードラゴンズ（CBCテレビ）
- グッデイCBC （CBCテレビ、「まけてよグッデイ」ナレーター）

### ラジオ
- 0時半です松坂屋ですカトレヤミュージックです（CBCラジオ） - 木曜・土曜・日曜アシスタント
- CBCラジオヘッドライン（CBCラジオ）
- ツー快!お昼ドキッ（CBCラジオ）
- 小堀勝啓の心にブギウギ! （CBCラジオ）
- PUMP UP! 1053 （CBCラジオ）
- はいぱるシンちゃん これかラジオ（CBCラジオ） - 初代アシスタント

## 執筆
- フェミニョンへの道（流行発信『Cheek』連載）
- chika本（「流行発信」刊行）